# Magh Slécht
| \| Magh Slécht, dans le comté de Cavan, en Irlande · toponyme \| Magh Slécht, dans le comté de Cavan, en Irlande |
| Magh Slécht, dans le comté de Cavan, en Irlande · toponyme                                                       |

Magh Slécht (parfois anglicisé en Moyslaught) est le nom d'une plaine chargée de mythologie et d'histoire en Irlande. Le site d'environ 8 km2 se trouve dans la partie la plus au sud-est de la paroisse de Templeport, dans la baronnie de Tullyhaw, dans l'ouest du comté de Cavan. Il est limité au sud par Templeport Lough, au nord par la montagne Slieve Rushen, à l'est par la Shannon–Erne Waterway et à l'ouest par la rivière Blackwater.

## Dénomination
Le lieu s'est d'abord appelé « Magh Senaig » (la plaine à côté de la colline), nom que l'on retrouve dans The Metrical Dindshenchas, dans l'histoire de la Dagda, Corrgenn et Ailech, où il est dit que Corrgenn a voyagé de Tara à Lough Foyle dans la péninsule Inishowen, via Mag Senaig.
À l'époque pré-chrétienne, l'idole dédiée à Crom Cruach était installée à Killycluggin et Kilnavert. Cet endroit s'appelait Fossa Slécht ou Rath Slécht. C'est ainsi que le nom a été étendu à tout le secteur environnant.
La plaine s'appelle aussi Magh Lecet ou Magh Leced. La plaine n'est pas vraiment plate mais plutôt légèrement vallonnée. Cependant, comme elle est entourée de montagnes, le secteur ressemble à une plaine en comparaison.
Dans le vieux conte irlandais, The  Siege of Druim Damhgaire or Knocklong (Forbhais Droma Dámhgháire), un des druides du roi Cormac Mac Art s'appelle « Cecht de Magh Slécht ».
Magh Slécht a fait partie de la province du Connacht jusqu'au XVIe siècle, quand il a été rattaché à la province d'Ulster.

## Description
Le grand nombre de sites mégalithiques atteste d'une fréquentation ininterrompue des lieux depuis environ 4000 av. J.-C. Sur une surface de 3 km2 se trouvent plus de 80 édifices de différentes époques. Dans le comté de Cavan, et peut-être même dans toute l'Irlande, c'est l'endroit où se trouve la plus grande concentration de sites archéologiques.
Sont visibles :
Préhistoire
- 9 dolmens et tombes mégalithiques ;
- 7 tumulus ;
- 3 cercles de pierres levées ;
- 9 sites de menhirs ;
- 2 alignements mégalithiques ;
- 5 enclos ;
- 6 crannogs ;
- 33 ringforts.

Période historique
- 3 sites d'églises datant des débuts du christianisme ;
- 2 puits sacrés des premiers chrétiens ;
- 2 pierres présentant une dépression (Bullauns) ;
- 2 châteaux médiévaux.

## Préhistoire
La région a d'abord été habitée par des chasseurs-cueilleurs du Mésolithique, qui sont arrivés par la rivière (anciennement la rivière Gráinne, maintenant canal de Woodford ou voie navigable Shannon-Erne). Les premiers agriculteurs du Néolithique sont les bâtisseurs des sites mégalithiques, à partir d'environ 4000 av. J.-C.

## Mythologie
Pendant le règne de Fodbgen, le grand roi Firbolg d'Irlande, le nom Magh Senaig aurait évolué en Magh Slécht (la plaine des prosternations : les anciens irlandais priaient prosternés comme le font aujourd'hui les musulmans, agenouillés et touchant le sol avec le front) quand l'endroit est devenu le lieu central pour le culte au dieu Crom Cruach pour tout le pays. Pour certains, Magh Sleacht signifierait plaine du monument.
La mythologie irlandaise relate un certain nombre d'évènements mythiques :
1. Le voyage de Corrgenn via Mag Senaig vers 2000 av. J.-C.[5]
2. Le meurtre de Regan, le Fomoire, à Tomregan en 1860 av. J.-C.[6].
3. La mort du haut-roi d'Irlande, Tigernmas et de 4 000 de ses adeptes pendant la septième peste d'Irlande, alors qu'il adorait Crom Cruaich, le 31 octobre (Samhain, Halloween), en 1413 av. J.-C. Sa tombe est marquée d'une pierre dressée[7].
4. La bataille de Tuaim Drecain (Tomregan) en 1342 av. J.-C. par le haut-roi Eochaid Faebar Glas[8].
5. Le meurtre du héros de l'Ulster Conall Cernach au premier siècle av. J.-C. à Áth na Mianna (Ballyconnell). On pense que sa tombe est repérée par un cairn au sommet d'une colline[9].
6. La bataille de Magh Slecht en 80 par le haut-roi Túathal Techtmar[10].
7. La bataille de Luachair près de Mag Slécht du roi Cormac Mac Airt en 239[11].
8. Le meurtre du druide Cecht de Magh Slécht en 246 par le druide Mug Ruith et l'armée de Munster au siège de Knocklong[12].

Saint Patrick aurait fait tomber Crom Cruaich en brandissant le « bâton de Jésus » (Bachal Isu), le faisant chuter, d'une colline voisine, la tête tournée vers la colline de Tara. La terre a ensuite englouti les douze idoles environnantes.

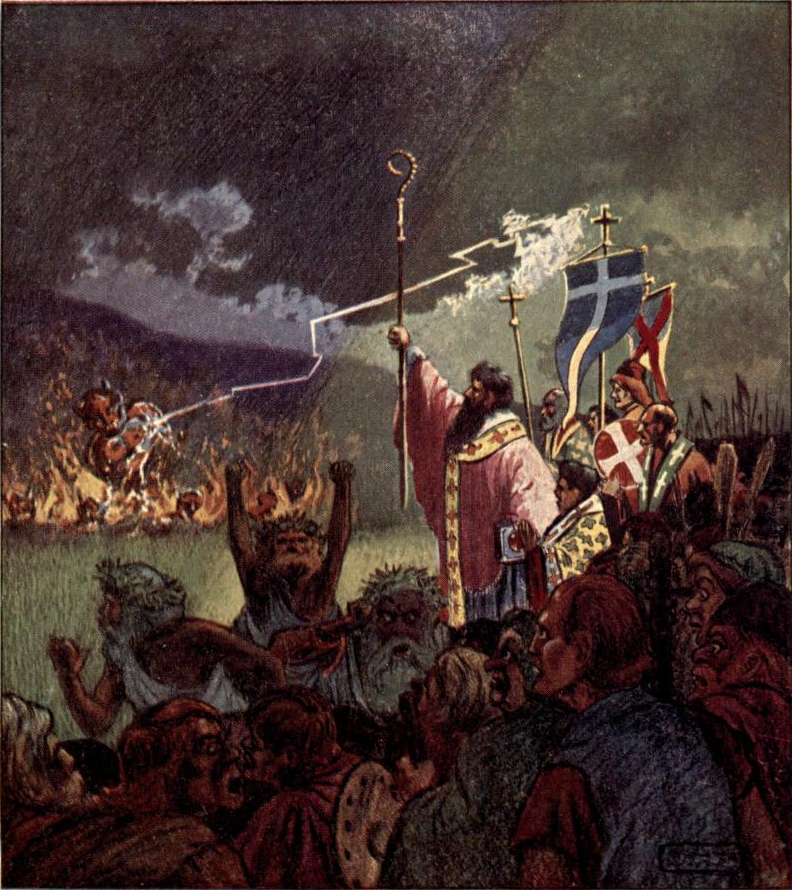
Saint Patrick jette à terre Crom Cruach et les douze idoles, d'après une illustration de Curtis Dunham, 1911.

## Histoire
La tribu Masraige a régné à Magh Slécht jusqu'à la conquête par la tribu Uí Briúin au VIIIe siècle de notre ère. Les Masraighe étaient aussi appelés les « Fils de Liath » ou « Tuatha Slécht ». Magh Slécht était alors appelé « Liathmhuine ».
Conall Gulban, le premier noble baptisé par saint Patrick, ouvrant ainsi la voie à la conversion des classes dirigeantes d'Irlande, a été assassiné par la tribu Masraige à Magh Slécht (comté de Cavan), en 464. Il est enterré par Saint Caillin à Fenagh (comté de Leitrim).
Parmi les descendants de Briuin UI se trouve le clan McGovern C'est le nom de famille le plus répandu dans la région.
Les sources anciennes citent les principaux évènements survenus à Magh Slécht :
1. La destruction de l'idole Crom Cruach (datée de La Tène, Killycluggin Stone) par saint Patrick au Ve siècle et la fondation d'une église à Fossa Slécht sous saint Banban le Sage[7].
2. L'assassinat de Conall Gulban de Tír Chonaill, un royaume à l'est de l'Ulster, par la tribu des Masraige en 464[16].
3. La naissance de saint Dallan Forgaill, le Chief Ollam of Ireland, aux environs de l'année 530.
4. La naissance de saint Mogue (encore appelé saint Aidan de Ferns) en 550.
5. La fondation de l'université de Tuaim Drecain (Tomregan) lors du Synode de Drumceat en 584[17].
6. L'assassinat de la famille du roi Báetán mac Muirchertaig en 620[18].
7. La bataille de Magh Slécht en 1256 entre une armée composée d'une unité de Breifne du Connacht et les O'Reilly contre la Maison de Burgh[19].